# Боснійська війна
Боснійська війна, або Війна в Боснії і Герцеговині (босн. rat u Bosni i Hercegovini, agresija na Bosnu i Hercegovinu; хорв. rat u Bosni i Hercegovini; серб. рат у Босни и Херцеговини, грађански рат у Босни и Херцеговини) — загальноприйнята назва міжнародного військового конфлікту на території Боснії і Герцеговини, який тривав із 6 квітня 1992 року до 14 грудня 1995 року між Сербією і Чорногорією з одного боку, Республікою Боснія і Герцеговина з другого та Хорватією з третього.  
Цю війну боснійці часто називають «агресією проти Боснії і Герцеговини» або «громадянською війною в Боснії і Герцеговині». Боснія і Герцеговина офіційно висунула звинувачення проти Сербії і Чорногорії у геноциді до Міжнародного суду. Суд 21 лютого 2007 року оприлюднив ухвалу, у якій дійшов висновку, що війна мала міжнародний характер.
Офіційним початком війни вважається 6 квітня 1992 року, коли зазнала нападу столиця боснійців — Сараєво, хоча фактично війна почалася 1 квітня 1992 р., коли воєнізоване формування «Сербська добровольча гвардія» під орудою відомого в Європі злочинця Желька Ражнатовича на прізвисько «Аркан» за наказом начальника сербської Служби державної безпеки Йовиці Станишича перейшло сербсько-боснійський кордон і напало на місто Бієліна, скоївши першу різанину боснійців.
Припускається, що в майже чотирирічній війні загинуло від 100 000 до 200 000 осіб, тоді як більш ніж два мільйони жителів були змушені покинути свої домівки. За останніми даними, у війні загинуло близько 94 000 мешканців, а 1,8 мільйона людей переміщено. Війну спричинено складним поєднанням у країні загальнополітичної, суспільної і безпекової криз, якими обернувся кінець холодної війни і падіння соціалістичного ладу в Югославії. Війна закінчилася підписанням мирної угоди в Дейтоні 21 листопада 1995 року.

## Передісторія конфлікту

### Розпад Югославії
Війна в Боснії та Герцеговині тісно пов'язана з розпадом Югославії. Югославську кризу породжено послабленням колишньої комуністичної влади, що можна розцінювати як складову частину загальних змін, які настали після кінця «холодної війни». У випадку з Югославією комунізм все більше втрачав ідеологічну силу під натиском націоналістичних і сепаратистських ідеологій наприкінці 1988 і на початку 1989 років, особливо в Сербії та Хорватії, далі у Боснії і Герцеговині та меншою мірою — у Словенії.
Цей процес також прямо залежний від приходу до влади в Сербії Слободана Мілошевича, який почав з того, що пішов назустріч пробудженню тієї самої націоналістичної ідеології, а також виступив у ролі провідника сербів у Косові 1989 року. Основною метою політики Мілошевича було здобуття влади та панування над югославською федерацією. Для досягнення своєї мети Мілошевич інсценував кілька процесів, які дали йому змогу взяти владу у свої руки, перш за все у Воєводині та Чорногорії, ставлячи при владі політиків, які відповідали його власному баченню майбутньої Югославії. Це бачення ґрунтувалося на пануванні Сербії як найчисельнішої республіки у СФРЮ і Мілошевича як лідера Сербії. Криза Югославії погіршилася після того, як Мілошевич сфабрикував процес, який призвів до усунення від влади косовських албанців у Косові, після чого він зосередив у своїх руках контроль над майже половиною Югославії. Це співвідношення сил привело до протидії інших союзних республік, у першу чергу, Словенії.
На 14-му з'їзді Союзу комуністів Югославії 20 січня 1990 року Мілошевич уперше використав своє панівне становище для обструкції багатьох конституційних поправок, які словенські депутати у федеральному парламенті намагалися провести з метою відновлення балансу сил між республіками. З'їзд закінчився провалом і припиненням участі в його роботі делегатів зі Словенії та Хорватії, що можна розцінити як початок розпаду Югославії.

### Становище в Боснії і Герцеговині

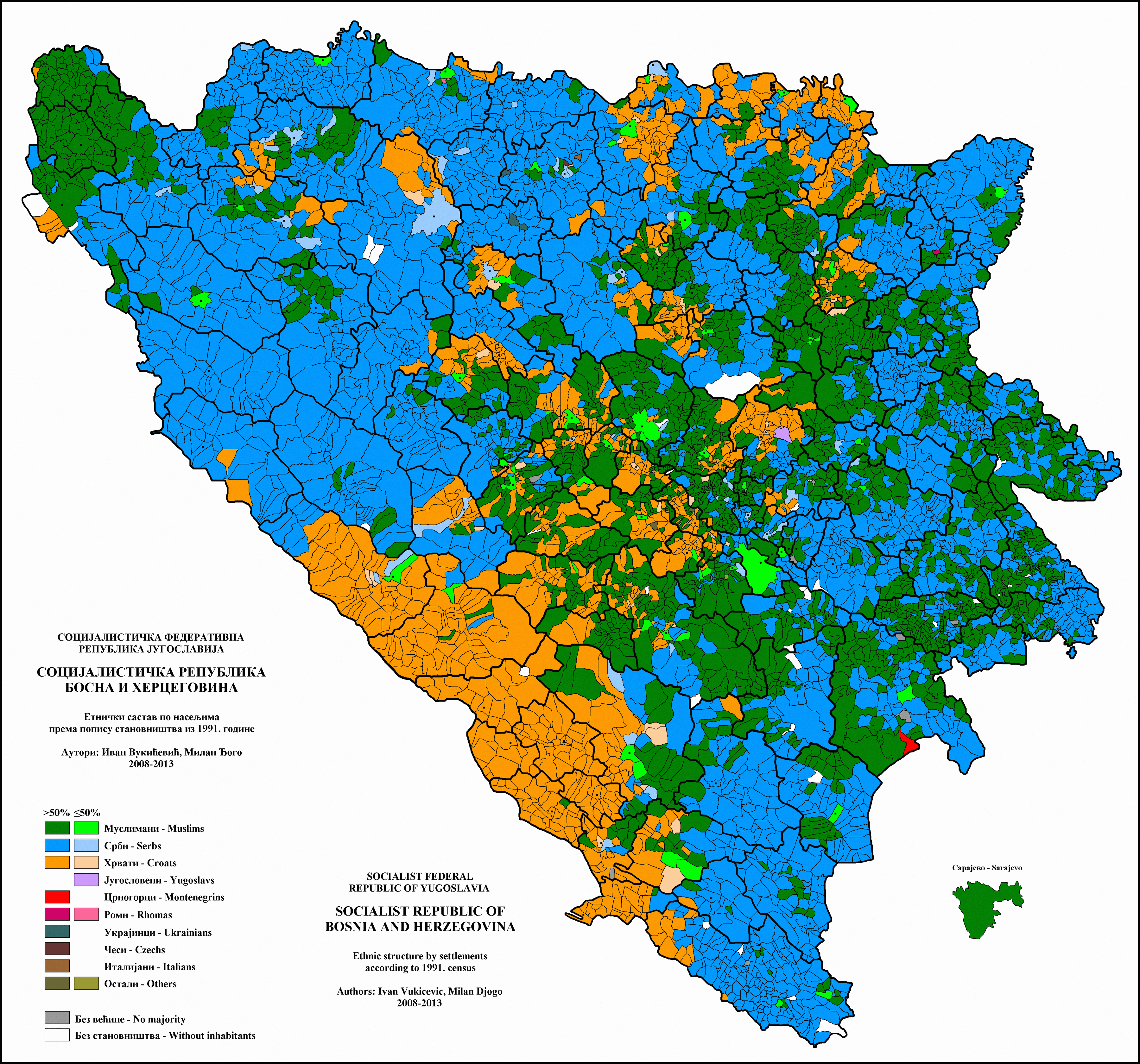
Національний склад населення в БіГ 1991 р.

Перепис населення у Боснії і Герцеговині станом на 31 березня 1991 року подає сукупно 4 377 033 жителі.
| Витяг із перепису населення БіГ 1991 року | Витяг із перепису населення БіГ 1991 року | Витяг із перепису населення БіГ 1991 року |
| ----------------------------------------- | ----------------------------------------- | ----------------------------------------- |
| Нація                                     | Чисельність                               | Частка в сукупній чисельності мешканців   |
| Боснійці1                                 | 1 902 956                                 | 43,47 %                                   |
| Серби                                     | 1 366 104                                 | 31,21 %                                   |
| Хорвати                                   | 760 852                                   | 17,38 %                                   |
| Югослави                                  | 242 682                                   | 5,54 %                                    |
| Решта2                                    | 104 439                                   | 2,38 %                                    |

1 При переписі 1991 р. не існувало можливості називатися боснійцем.
2 Під категорією «Решта» наведено такі нації і народності: чорногорці, македонці, словенці, албанці, чехи, італійці, євреї, угорці, німці, поляки, цигани, румуни, росіяни, русини, словаки, турки, українці та інші з невідомою, регіональною і незаявленою національною належністю.
За цим переписом боснійці становили більшість у 45 муніципалітетах (у 13 — відносну, в 31 — абсолютну), серби утворювали більшість у 34 муніципалітетах (5 — відносна, 29 — абсолютна), а хорвати були більшістю у 20-х муніципалітетах (6 — відносна, 14 — абсолютна).
На перших вільних демократичних виборах у листопаді 1990 р. перемогла коаліція трьох найбільших національних партій у країні в складі боснійської Партії демократичної дії (ПДД), Сербської демократичної партії (СДП) та Хорватської демократичної співдружності Боснії і Герцеговини (ХДС БіГ).
| Результати виборів 1990 р. у БіГ      | Результати виборів 1990 р. у БіГ | Результати виборів 1990 р. у БіГ |
| ------------------------------------- | -------------------------------- | -------------------------------- |
| Політична партія                      | Кількість депутатів              | % здобутих голосів               |
| Партія демократичної дії              | 86                               | — %                              |
| Сербська демократична партія          | 72                               | — %                              |
| Хорватська демократична співдружність | 46                               | — %                              |
| Решта                                 | 26                               | — %                              |

Національні партії, незважаючи на періодичні суперечки та взаємні звинувачення через методи агітації (наприклад, нерідко пов'язували прапор ПДД зеленого кольору або хорватський національний) і побоювання, що не складеться політичний союз боснійців і хорватів проти сербів, все-таки встановили мовчазний альянс. Хоча вони й відрізнялися між собою програмовими та політичними засадами, основною причиною, яка їх поєднувала і створювала ідилічну гармонію і терпимість, був антикомунізм або спільне бажання покласти край тодішній соціалістичній владі в країні.
Партії поділили владу за національною ознакою таким чином, що головою Президії Республіки Боснії і Герцеговини обрано боснійця, спочатку Фікрета Абдича, який поступився місцем Алії Ізетбеговичу, головою парламенту Боснії і Герцеговини обрали серба Момчила Країшника, а головою уряду Боснії і Герцеговини став хорват Юре Пеліван. Угода про поділ влади діяла під час передвиборних перегонів, на виборах та при розподілі повноважень, чим вона себе й вичерпала.
Завершальний етап розпаду СФРЮ, що розпочався словенським проголошенням незалежності і короткочасною війною проти ЮНА, продовжився пожвавленням самостійницьких зусиль Хорватії. У Хорватії влітку 1991 р. активізувалися воєнні сутички між ЮНА та хорватськими військами (тоді республіканським МВС і підрозділами Національної гвардії). ЮНА використовувала територію БіГ як трамплін для військових операцій і підмоги для заколоту частини сербського населення у Хорватії, а всі шляхи сполучення до бунтівних сербів у так званій Країні і західній Славонії проходили через територію БіГ. Після закінчення строку тримісячного мораторію на проголошення державної самостійності, укладеного за посередництва представників Європейського співтовариства на архіпелазі Бріуни у липні 1991 р., ЮНА оголосила часткову мобілізацію 3 жовтня 1991 року, а Хорватія 8 жовтня 1991 року заявила про розрив усіх зв'язків із рештою СФРЮ.
Скупщина БіГ, реагуючи на перебіг подій, 15 жовтня 1991 року ухвалила «Акт підтвердження суверенітету Республіки Боснії і Герцеговини». Цим актом вирішено відмовитися від роботи депутатів БіГ у федеральних органах, доки не буде досягнуто згоди між усіма республіками, які складали Югославію. На це погодились депутати від ПДД і ХДС, а представники СДП у парламенті відмовилися діяти згідно з прийнятим актом.
На рівні Президії та Уряду БіГ прийнято рішення, за яким призовники і резервісти не будуть відправлятися в ЮНА. Водночас мобілізовано резервні загони Міністерства внутрішніх справ Боснії і Герцеговини, які направлено до міст Босанська Градишка та Босанська Костайниця, щоб запобігти можливим конфліктам і вторгненням у Хорватію з боку Боснії. Одначе з цим завданням вони не впоралися, позаяк їх зупинили сербські воєнізовані формування.
З середини вересня до середини листопада 1991 року, спираючись на муніципалітети, в яких вона здобула владу, СДП створює так звані Сербські автономні області (САО), які у всіх своїх діях не залежали від центральної влади. Кульмінацією такого розвитку подій став референдум сербського народу 9 листопада і 10 листопада 1991 року, де серби проголосували за створення так званої самостійної сербської республіки в межах Боснії і Герцеговини, з наміром приєднання до залишків Югославії. Уряд Боснії і Герцеговини в Сараєві зайняв позицію, що референдум слід уважати неконституційним і недійсним, так і не вживши ніяких подальших заходів. У відповідь на намагання СДП, ХДС БіГ 12 листопада 1991 р. проголосила так звану Хорватську республіку Посавина у Босанському Броді, а 18 листопада 1991 р. у Груде проголошена і так звана Хорватська республіка Герцег-Босна.
9 січня 1992 р. СДП формально оголосила «автономні області» так званою Сербською Республікою Боснії і Герцеговини (пізніше перейменованою в Республіку Сербську) перш, ніж Скупщина Боснії і Герцеговини 25 січня 1992 р. ухвалила рішення провести референдум про незалежність. За цим послідувало проголошення так званої Хорватської Республіки Центральної Боснії 27 січня 1992 року. У сербському випадку, створення автономних областей було перенесенням рецепта заколоту з Хорватії на боснійсько-герцеговинську територію. У тих частинах країни, де вона завоювала більшість голосів і, таким чином, мандат, СДП підпорядкувала своїм цілям наявний державний адміністративний апарат, і ті муніципалітети правили їй за базу для подальшої підготовки війни. Там, де СДП не здобула більшість, вона почала планувати створення так званих сербських муніципалітетів, що відповідало її баченню національного розколу, у якому були б створені окремі установи тільки для сербів.
Несподіванкою стало створення хорватських державних утворень, які нагадували сербські автономні області. Обидва види виключно національних адміністративно-територіальних одиниць виникли на теренах, де національні партії здобули більшість, а тим самим і владу — отож не було жодної реальної потреби у створенні додаткового адміністративного апарату, крім уже наявного, який був під їхнім наглядом. Утворення таких областей та мікродержав пояснювалося турботою про захист людей. Зважаючи на те, що конституційним правам сербів і хорватів у БіГ ніщо не загрожувало, а їхня участь у державному управлінні була пропорційна, творення національних державних утворів являло собою антиконституційну спробу поділу держави і приєднання її територій до сусідніх держав за планами і картами політичного керівництва Сербії та Хорватії. Самі такі дії виправдовувалися самоорганізацією того чи іншого народу, самоврядуванням унаслідок нездатності і неузгодженої роботи центрального апарату, а також самообороною у зв'язку з неефективністю Міністерства внутрішніх справ Республіки Боснія і Герцеговина, розвалом Територіальної оборони Боснії і Герцеговини та створенням ряду воєнізованих підрозділів на національній основі (Патріотична ліга, Хорватська рада оборони та низки сербських добровольчих частин, які підтримувалися югославською армією і добровольчими формуваннями з території Сербії). Цим самим давалися чіткі сигнали провідних політиків, які говорили про єдність і неподільність БіГ, а працювали над поділом БіГ шляхом створення незалежної влади, окремої поліції, органів управління, війська, транспортної та валютної системи.
Відповіддю на неконституційне створення нових територіальних політичних одиниць у Республіці Боснія і Герцеговина була спроба державних органів за всяку ціну зберегти мир. Окрім відданих громадян, існували і політичні течії, які посилено працювали над розколом країни. В умовах неоголошеної військової окупації відкрита підготовка до оборони була вкрай ускладнена і уривчаста. Крім відверто руйнівної політики СДП, роль третього партнера по владі, ХДС, була двозначна. Тоді як частина ХДС БіГ (умовно названа боснійською) працювала на користь стабілізації обстановки в державі (висловлення за незалежність країни на референдумі, участь в оборонних зусиллях), друга частина (умовно названа герцеговинською) вживала заходів, які сприяли дестабілізації держави (заснування хорватських державних утворів, переговори з крайнім крилом СДП, кульмінацією яких стали зустрічі Бобан—Караджич у Граці). У такій ситуації, з відкритим противником і нестійким союзником, наполягання ПДД на збереженні миру за всяку ціну здається логічним кроком. Подальший огляд діяльності урядовців показує, що період перед війною вони використовували для численних міжнародних контактів та пошуку допомоги. Можна справедливо стверджувати, що головною стратегічною метою було домогтися міжнародного визнання після виконання поставлених умов визнання збоку Європейського співтовариства. БіГ не здобула міжнародного визнання до війни, що навряд чи було можливо з огляду на інтенсивність агресії, зате їй це вдалося протягом війни.

## Початок війни
Ріст напруженості в Республіці Боснія і Герцеговина призвів до масового особистого озброювання. За даними республіканського МВС з червня 1991 року, 92 500 боснійців зареєстрували 110 400 одиниць зброї, 131 900 сербів — 157 200 од. зброї, а 43 000 хорватів — 51 800 од. зброї. Вважається, що дійсна кількість зброї у володінні громадян була майже втричі більша.
Першою ознакою війни в Боснії і Герцеговині було знищення у східній Герцеговині в листопаді 1991 року села Равно, населеного хорватами в сербському оточенні. Село зазнало нападу ЮНА в ході агресії проти Хорватії під час операції в напрямку Дубровника. Завдяки пропаганді ЮНА можна було чути заяви деяких журналістів, що село лежить взагалі не в Боснії і Герцеговині. Село зазнало руйнувань внаслідок бойових дій ЮНА і чорногорських резервістів з метою захоплення Дубровника. На прикладі Равно виявилася неспроможність республіканського керівництва запобігти використанню території Боснії югославською армією як полігону для нападів на Хорватію.
До пропагандистської війни ЮНА можна також додати напади сербських воєнізованих формувань в області Посавина, які потім подавалися по радіо і телебаченню Сараєва як малозначущі локальні сутички.
З осені 1991 року до початку війни по всій Боснії і Герцеговині стаються численні інциденти. Так, патрулі МВС БіГ перехоплюють вантажівки зі зброєю, про які ніхто не знає «звідки вони і куди їдуть», резервісти з Сербії та Чорногорії, мобілізовані на війну проти Хорватії при проходженні через Боснію, часто перевищують межі необхідної оборони і періодично відкривають вогонь для залякування населення, з'являються барикади і самозвані «правоохоронні органи» здійснюють контроль дорожнього руху.
Дедалі більша кількість інцидентів, прибуття частин ЮНА, які виводилися зі Словенії і Хорватії, та чорногорських і сербських резервістів привели до того, що республіканське керівництво мобілізувало частину резервного складу республіканського МВС, єдиної озброєної сили, яка залишалася під контролем державних органів. Через мобілізацію резервного складу МВС почала проводити мобілізацію і ЮНА, хоча Президія республіки рекомендувала не відгукуватися на ті заклики. На заклик ЮНА відгукувалися здебільшого серби, тоді як боснійці й хорвати відправлялися в резервний склад МВС. Для підтримки порядку за погодженням з військовим командувачем Сараєвського військового округу генералом Милутином Куканяцем навіть створювалися мішані патрулі МВС БіГ та югославської армії, щоправда без особливих результатів. Хоча командування Територіальної оборони (ТО) у Боснії і Герцеговині було підзвітне республіканським властям, ЮНА шляхом переведення зброї під свій контроль роззброювала це формування. Крім того, велика кількість кадрів ТО, а також командувач генерал Вукосавлєвич були сербами, що додатково ускладнювало доступ до мобілізаційних списків. Вилучення зброї Територіальної оборони силами ЮНА не проходило легко і без опору. У муніципалітетах з більшістю хорватського та мусульманського населення муніципальні органи влади успішно відмовились передавати зброю ЮНА і шляхом блокування та захоплення складів бойового спорядження ЮНА заволоділи незначними запасами зброї та матеріально-технічних засобів. Політичні конфлікти між ХДС БіГ та ПДД у цих муніципалітетах почалися через поділ здобичі, а також організацію блокади невеликих складів у центральній Боснії.
На початку 1992 року в Сараєві і по всій країні відбуваються антивоєнні протести. Тим часом, протягом березня керівництво СДП завершує приготування до війни: доформовуються «сербські муніципалітети» як паралельні органи влади там, де СДП не виграла вибори, ведуться приготування до виведення сербських кадрів зі складу республіканського МВС, яким належало створити сербське МВС. У кінці березня відзначається спорадична стрілянина (23 березня в Горажде, 29 березня в Купресі, Мостарі і Дервенті), поширюючись із початку квітня 1992 р. по всій території Боснії і Герцеговини.

## Хід війни

### Сербський наступ
Наміром ЮНА було оволодіти територією Боснії і Герцеговини в короткий час, найімовірніше, до кінця літа 1992 року. Тому розпочато загальний наступ у чотирьох головних напрямках: Сараєво, Посавина, Подриння і Герцеговина.

#### Сараєвський напрям
Метою ЮНА було оволодіння столицею і захоплення всіх державних установ. Сербські напіввійськові утворення долучилися до втілення в життя цього плану ЮНА. Вони почали зводити в місті барикади з наміром розколоти його навпіл. У той самий час у місті почали діяти чисельні снайпери з метою посіяти паніку і паралізувати міське життя. Патріотична Ліга відреагувала зведенням контрбарикад та розбиттям сербських загороджень і, таким чином, зуміла очистити ядро міста та установити внутрішні комунікації. Коли ЮНА частково вийшла до заздалегідь підготовлених позицій навколо міста, почався невибірковий артобстріл самого міста. Начальник штабу Армії Боснії та Герцеговини Сефер Халілович у серпні 1992 року підрахував, що під час сербської облоги Сараєва на довколишніх горах розміщувалися 450 артилерійських гармат усіх можливих калібрів, близько 120 танків, 200 бронетранспортерів і маса зенітних установок. З іншого боку, мусульмани теж починають чинити напади на сербське населення, особливо в Сараєві, де ще 1 березня 1992 р. боснійський кримінальний авторитет Раміз Делалич із 3 своїми колегами напали на Башчаршії (центральна площа старого Сараєва) на сербську весільну процесію, вбивши при цьому батька нареченого за те, що той ніс прапор Сербської православної церкви.
Підрозділи ЮНА, прорвавшись, намагалися 2 травня 1992 року захопити центр міста і будівлю Президії Республіки Боснії і Герцеговини, але в запеклій сутичці були відкинуті. У той день президент Ізетбегович потрапив у полон в аеропорту Сараєво. У післяобідні години того самого дня сили оборони БіГ оточили казарму ЮНА в центрі міста. Телебачення Сараєва встановлює зв'язок з Ізетбеговичем, і президент повідомляє міжнародній громадськості, що він — заручник сербських сил. Члени Президії Республіки Боснії і Герцеговини (Еюп Ґанич і Степан Клюїч) спробували підбадьорити світову громадськість після викрадення президента. Після переговорів боснійської та сербської сторін за посередництва UNPROFOR досягнуто домовленості про обмін Ізетбеговича на командувача Другого військового округу генерала Милутина Куканяца та виведення ЮНА з повним озброєнням з міста за наказом останнього. При відході колону військовиків атакували боснійські вояки, які влаштували засідку на вулиці Доброволячка, у причетності до чого суд Сербії звинувачує, зокрема, Еюпа Ґанича. Тоді вбито 42 югославські солдати і офіцери, 73 військовослужбовці поранено, а 215 взято в полон.
Тим часом, доки президент Ізетбегович перебував у неволі, член Президії Республіки Боснії і Герцеговини Фікрет Абдич учинив спробу захоплення влади. Задум Абдича провалився, після чого він перебрався в Західну Боснію.
Лінія фронту в районі Сараєва остаточно встановлюється у квітні і травні 1992 р., залишаючись практично незмінною (внутрішнє кільце облоги) до самого кінця війни.

#### Подриння
Метою ЮНА було захоплення місцевості уздовж усієї течії Дрини, переривання сполучення між Боснією і Герцеговиною та Санджаком і етнічні чистки серед боснійського населення в басейні річки протягом від Бієліни до Фочі. Верхів'я Дрини малонаселене, а в східній Герцеговині проживає переважно сербське населення, так що на південь від Фочі не було значних воєнних цілей. Сербські сили загарбали Бієліну, Зворник, Вишеград і Фочу, тоді як Сребрениця і Горажде втримали оборону, а наприкінці літа місцеві сили Армії Боснії та Герцеговини зуміли звільнити значну територію і пробитися до річки Дрина, а місцями вийшли і до державного кордону.

#### Посавина

Території під контролем сербських сил протягом конфлікту.

Тут дії ЮНА спрямовувались на оволодіння місцевістю вздовж Сави та басейном цієї річки, встановлення безпечного коридору, який би пов'язав суходолом західні частини Боснії і Герцеговини (області Баня-Лука і Добой) і порубіжні області (країни) Хорватії, вже контрольовані сербами, із самою Сербією. Залучені з цією метою великі механізовані та бронетанкові з'єднання вели важкі бої ціле літо. Північна частина басейну Сави, прилегла до річки, перебувала під контролем ХРО, широко підтримуваної хорватською армією шляхом матеріально-технічного забезпечення фронту і участю великими з'єднаннями. Але головну проблему оборони на цій ділянці фронту становило існування двох ліній командування — політичної та військової. Хоча логіка війни вимагала рішучої оборони і перекриття коридору в напрямку Країни, що прискорило б і падіння Країни у Хорватії, а частини хорватської армії і ХРО були достатньо оснащені і мотивовані, щоб успішно виконати таку операцію, проте політичний аргумент переважив і хорватську армію вивели з боснійської частини басейну Сави, услід за чим сербські сили окупували і цю частину Боснії.
Південна частина басейну Сави (міста Ґрадачац, Брчко) лишалась під контролем армії Боснії і Герцеговини. Літо 1992 року пройшло в запеклих наступах і контрнаступах, але кінцевий результат для сербської сторони був сприятливим. Серби проводили наступальні дії у три етапи. У квітні і травні вони зайняли міста Босанський Шамац (17 квітня 1992 р.) і Брчко (7 травня 1992 р.), у червні захопили міста Дервента (7 червня 1992 р.), Модрича (10 червня 1992 р.) і Оджак (13 червня 1992 р.), а остаточний злам оборони стався 6 жовтня 1992 року, коли серби окупували Босанський Брод. У проміжках між сербськими наступами відбувалися контрнаступи військ Хорватії і ХРО, у ході яких їм, нібито, вдалося просунутись до м. Добой, але тоді їх зупинили політичні директиви. На своєму відрізку фронту армія Республіки Боснії і Герцеговини відзначилася успіхом в обороні Ґрадачаца. Менш відомий факт, що частини армії Боснії і Герцеговини до 1993 року тримали лінію фронту у передмістях Брчко приблизно за кілометр від річки Сави. У північній стороні долини річки Сава під контролем ХРО утримався тільки анклав поблизу Ораш'є, де місцеве керівництво виступило проти рішення про відхід.

#### Герцеговина
В умовах, коли сили ЮНА відрізали південь Хорватії і тримали Дубровник в оточенні, метою ЮНА було відрізати Мостар з півдня і напрямком Столац — Чапліна — Меткович оволодіти східним берегом Неретви і, ймовірно, її дельтою та вийти до моря. Сербські сили у ході наступу (24—28 квітня 1992 р.) зуміли оволодіти східною частиною Мостара і пробитися до Чапліни. Там їх зупинили втручанням хорватської армії і відтіснили на схід від Столаца. У боях визволили лівий берег Неретви в межах Мостара, а ЮНА відступила на південний схід від міста. Визволення Мостара стало світлим прикладом боротьби в Герцеговині, який показав, що тільки злагоджені дії можуть привести до успіху.
У воєнних операціях влітку і восени 1992 року встановилася лінія фронту, яка істотно не змінилася до кінця 1994 року. Хоча сербські джерела стверджували, що армія Республіки Сербської контролювала близько 70 % території, Сефер Халіловіч зазначав, що армія Республіки Боснії і Герцеговини і ХРО з квітня по вересень 1992 року визволили 58 % державної території. Точні дані не з'ясовано. Найсуттєвішим здобутком армії Республіки Сербської були густонаселені промислові області Баня-Лука і Добой з перевагою міського населення. Територія південно-західної Боснії (від Дрвара до Ливна), малолюдна і слаборозвинена і раніше відома як демографічна «чорна діра» БіГ, не мала достатньої кількості корінного населення для функціональної оборони. Басейн річки Дрина має важливе значення через гідроенергетичний потенціал Дрини і великі запаси корисних копалин, але вигнання більшості боснійського населення позбавило його людських ресурсів. Східна Боснія і Східна Герцеговина — це гірські місцевості, лісові масиви і карстові зони, вони теж малонаселені і слабо розвинені. Тільки захопивши більшість боснійської частини басейну Сави, Республіка Сербська «якісно» розширила свою територію.
Сербським силам не вдалося втілити свій основний задум — швидко загарбати територію Боснії і Герцеговини та якісно забезпечити найважливіші шляхи сполучення з так званою Країною в Хорватії. Таким чином, восени 1992 року після захоплення міста Яйце, вони перейшли до стратегічної оборони, яка триватиме до кінця війни.

### Боснійсько-хорватський конфлікт
Армія Республіки Боснії і Герцеговини провела до серпня 1992 року повну мобілізацію і налічувала 168 500 вояків без сил ХРО та МВС БіГ. Головними проблемами були відносини з ХРО та створення єдиного командування, яке б об'єднувало і узгоджувало військові дії. Ця проблема стоятиме гостро до кінця війни, хоча весь досвід ведення воєн говорить, що військові успіхи можливі там, де є скоординовані дії.
Конфлікт між боснійцями і хорватами, зокрема на просторах Герцеговини і центральної Боснії, почався ще з 1992 року. Крім того, слід особливо відзначити сутички та інциденти в містах Мостар, Прозор і Кіселяк, а також ліквідацію командувача ХОС Блажа Кралєвича з боку спецпідрозділу ХРО.
Наприкінці квітня 1993 р., протистояння між боснійцями і хорватами переросло у тотальну війну міжнародного характеру. У той час у м. Травник ХРО вимагала, щоб боснійська армія роззброїлась і розпустилась, посилаючись на план Оуена-Венса, за яким Травник включено в «хорватський край». ХРО зажадала виведення всіх нехорватських сил з цього краю.
Впродовж декількох тижнів у квітні і травні 1993 р. після сербської відмови від плану Венса-Оуена стало очевидним, що міжнародне співтовариство нездатне здійснити мирний план а, отже, і запобігти повсюдній хорватсько-боснійській війні, у якій настав істотний політичний і військовий поворот: керована боснійцями армія Республіки БіГ почала перехоплювати ініціативу. Третій корпус цієї армії намагався обрізати трикутник не підвладної уряду БіГ території в центральній Боснії, який простягався від Тузли на північному сході до Сараєва на південному сході і до Мостара на південному заході. Тогочасна територія, контрольована урядом Республіки Боснії і Герцеговини зводилася до групи ізольованих анклавів навколо міст Травник, Зеніца, Тузла, Бихач, Сараєво, і анклавів у східній Боснії. Жоден з цих анклавів не міг протриматись без постійної міжнародної допомоги, перш за все доправлення гуманітарної допомоги, чому перешкоджали сербські або хорватські сили, які перекривали підступи до них, взявши їх в облогу.
Пріоритетом Третього корпусу було надання каналів зв'язку між розсіяними територіями в районі Витеза. Боснійська армія почала наступ на хорватські села на пагорбах над тамтешньою долиною. До початку літа, армія Республіки БіГ забезпечила свого роду шлях, який обходив заглибину Витеза з тилу і сполучав Травник з Зеніцею і далі з Тузлою. У м. Горний Вакуф саме сплинув тримісячний строк перемир'я, досягнутого після найбільшого на той час наступу хорватських сил на середину міста і довколишні села. Тому у липні 1993 року напади відновилися, триваючи до лютого 1994 року. З обох сторін коїлися воєнні злочини, грабежі та підпали майна.
На самій межі охопленої конфліктом території розташовувалося місто Вареш з відносною хорватською більшістю перед війною, де боснійцям і хорватам вдавалося уникати протистояння ціле літо 1993 р. до самого розколу всередині хорватського народу. Місцеве керівництво виступало за подальше співробітництво з боснійцями, обстоюючи інтерес пробоснійських кіл, але ситуація погіршилася з прибуттям підрозділу ХРО з м. Кіселяк у жовтні 1993 р. Місцевого хорватського міського голову і начальника поліції на короткий час взяли під варту й потім відсторонили від посад, призначили нового голову громади. Боснійських чоловіків забрано в неволю, вчинено напади на будинки боснійців. Протягом декількох днів майже все цивільне боснійське населення втекло на південь, до села Дабравіна. Між тим, хорвати не могли і не хотіли захистити Вареш, передовсім тому, що місто не вписувалось у їхні територіальні плани. Як тільки вони оволоділи містом, почалися приготування до евакуації населення в Герцеговину. Шляхи до відходу пролягали через сербську територію, та це не становило проблеми з огляду на співробітництво ХРО м. Кіселяк з сербами, але боснійське село Ступні Дол за два кілометри від Вареша являло собою проблему. Тим часом, 22 жовтня 1993 р. Франьо Туджман скликав нараду в Президентському палаці, де, зокрема, був присутній Янко Бобетко, на якій президент Хорватії виклав своє бачення території Герцег-Босни по лінії міст Новий Травник — Витез — Бусовача через розв'язання питання Мостара і Горного Вакуфа.
У ніч на 23 жовтня 1993 р. після безперестанного цілоденного бомбардування села Ступні-Дол бійці хорватських підрозділів увірвалися в село, після чого скоїли розправу над населенням. Безчинства щодо цивільних осіб і майна тривали декілька днів до ранку 3 листопада 1993 р., після чого і хорватським громадянам наказали зібратися на вулицях для евакуації. Так понад 10 000 осіб утекло протягом однієї ночі.
Коли війна завирувала, уряд США почав чинити тиск на Загреб. Призначений із цією метою президентом Клінтоном посланник Чарльз Редман мав завдання переконати Туджмана забути про територіальні домагання у Боснії. Американці висловили позицію, що в противному разі Хорватія втратить підтримку у визволенні третини своєї території, що перебувала під сербським контролем. Ініціативу щодо припинення конфлікту підтримала і Німеччина, що вже раніше схилилася на бік Хорватії. Рада Безпеки 3 лютого 1994 р. встановила Хорватії двотижневий строк для виведення частин своїх регулярних військ з Боснії, погрожуючи в разі невиконання ультиматуму наслідками у вигляді санкцій, яких уже зазнала Сербія. Тиск дав свої плоди. У наступні кілька днів боснійську та хорватську делегації було запрошено у Вашингтон, де було підписано Угоду про боснійсько-хорватську федерацію, а Хорватії, у свою чергу, було обіцяно військову та економічну допомогу.

### Втручання міжнародного співтовариства
З початком конфлікту і облоги Сараєва влада БіГ зажадала військового втручання міжнародного співтовариства, яке, заплутавшись у внутрішній політиці, не змогло зайняти ясну і тверду позицію. У відповідь воно почало налагодження доставки масової гуманітарної допомоги, а також створення сил UNPROFOR у Боснії і Герцеговині як нейтрального військового підрозділу ООН, повноваження якого знову ж таки було не зовсім чітким, окрім того, що UNPROFOR не мали права втручатися у воєнні операції будь-якої сторони або застосовувати силу. Пізніше з'ясувалося, що їхня роль у боснійській війні, ймовірно, ще більше ускладнила ситуацію, особливо у військово-політичному плані, після того, як численний особовий склад UNPROFOR протримали в заручниках сербські війська (в Горажде і Сребрениці).
З боку міжнародного співтовариства організовано кілька мирових місій на чолі з визначними західними політиками. Та цілий ряд угод про припинення вогню було підписано тільки, щоб залишитися «пустими словами на папері». Західні дипломати своєю позицією і поведінкою зламали й «утопічне бачення» того, що вирішення війни в Боснії прийде ззовні, що теж пізніше виявиться неправдою. Одним з найвідоміших політичних і невдалих розв'язків був так званий план мирної угоди Венса-Оуена. Наостанок можна зробити висновок, що основною проблемою позиції міжнародного співтовариства було нерозуміння обстановки на місцях і основних цілей та напрямів ідеології сербської, хорватської та боснійської сторін. Доки справи в БіГ вирішувалися зброєю, позиція міжнародного співтовариства, яке наполягало на мирному дипломатичному розв'язанні, сприймалась як утопічна.
У міру того, як конфлікт ускладнювався, залучення міжнародної спільноти набувало все більшої суперечливості. Одним з найсуперечливіших рішень ООН було створення так званих «зон безпеки» Жепа, Сребрениця, Горажде і Сараєво. Очевидна неспроможність міжнародного співтовариства контролювати ситуацію завершилася падінням Сребрениці та геноцидом у Сребрениці, де військами боснійських сербів було вбито близько 8 000 боснійців. Хоча геноцид у Сребрениці запустив низку змін у ставленні міжнародної спільноти до війни в Боснії, слід зауважити, що за час, коли Сараєво було під «захистом» ООН як «зона безпеки», у Сараєво вбито сербською армією близько 12 000 цивільних осіб.
Вже маючи досвід обмежених втручань під час війни 1992—1995 років у вигляді одиничних малозначущих авіаударів, 30 серпня 1995 року близько 02:00 військово-повітряні сили НАТО розпочали завдавання бомбових ударів по сербських позиціях навколо Сараєво. Військове втручання було безпосередньою реакцією на останнє вбивство цивільних осіб Сараєво 25 серпня 1995 р. на ринку Маркале, коли загинуло понад 60 мирних жителів міста. Хоча за свідченнями багатьох джерел можна стверджувати, що військове втручання викликано рядом причин, а різня в Маркале послужила тим єдиним приводом, який викликав достатній політичний імпульс, щоб НАТО зі Сполученими Штатами як лідером чітко і безпосередньо долучилися до конфлікту. Операція «Обдумана сила» (Deliberate Force), як назвали це втручання, включала бомбардування сербських позицій, яке тривало з невеликими перервами близько 2 тижнів. Операцію було офіційно закінчено угодою про зняття блокади з Сараєво 14 вересня 1995 р.
Основною метою військової інтервенції НАТО був підрив військової спроможності Республіки Сербської та боєздатності її армії, а також прагнення змусити сербську сторону погодитися на мирний процес розв'язання збройного конфлікту. Окрім бомбардування сербських військових баз навколо Сараєво, план НАТО охоплював і одиничні авіаудари по стратегічних сербських військових позиціях на всій території Боснії і Герцеговини, куди входило і бомбардування комунікаційного вузла сербської армії поблизу м.Баня-Лука, що дезорганізувало сербські військові позиції у західній Боснії та дозволило суттєво просунутися хорватським і боснійським військам протягом операції «Буря». Сили НАТО за 15 днів бомбардування провели 3 515 літако-вильотів на 338 окремих цілей і скинули на сербські позиції 10 000 тонн вибухових речовин. Внаслідок повітряних ударів НАТО загинули 152 цивільні особи і 273 дістали поранення.

### Операція «Буря»
Після успіху операції «Блискавка» президент Клінтон дав згоду на початок операції «Буря». Сполучені Штати активно включилися в підготовку операції «Буря», брали участь в її початку та нагляді за нею. Зелене світло Білого дому для операції «Буря» доставив у Хорватію капітан Річард Геррік, який повідомив, що США не мають нічого проти початку цієї операції, і що вона має бути «швидкою і ефективною» та тривати 5 днів.
Вона являла собою заключний етап військового співробітництва між США і Хорватією, який почався в 1992 р. 1995 року Клінтон готувався до переобрання і кандидат від Республіканської партії Боб Доул усе голосніше обстоював вимоги Сенату скасувати ембарго на постачання зброї боснійським мусульманам. Для Клінтона Балкани стають одним із ключових стратегічних питань для подальшого перебування у Білому домі.
У своїй стратегії врегулювання кризи адміністрація США на чолі з Клінтоном вирішила використати хорватську армію для нападу на сербські війська, задля чого було підписано Сплітську декларацію між Ізетбеговичем і Туджманом, що дозволило вступ хорватських збройних сил на чолі з генералом Анте Готовіною на територію Боснії і Герцеговини для взаємодії з армією Боснії і Герцеговини. Для успіху цієї операції необхідно було хорватським військам захопити гору Динару вище від Книна і визволити Книн і Країну впродовж операції «Буря», щоб відразу після цього перекинутись у Боснію і потіснити сербів там, тим самим присилувавши Мілошевича підписати Дейтонський мир.
У спільному нападі на сербські позиції активну участь узяла регулярна армія Республіки Хорватії. На країнському напрямку залучили п'ять бригад хорватської армії, особовий склад яких походив зі Спліта, Вараждина, Загреба, Трогіра, Беловара і Госпича, а також три добровольчі полки з Метковича, Спліта і Унешича. У цілому, тут перебувало 30 000 хорватських воїнів.
Також в області Посавина залучили 30 000 бійців хорватської армії. Це бригади з міст Вінковці, Жупаня, Загреб, Осієк, Нова-Градишка, Славонський Брод і Нашиці.

## Кінець війни
Кульмінаційною точкою так званої човникової дипломатії, започаткованої Річардом Голбруком та його командою під егідою Сполучених Штатів, стали Дейтонські мирні угоди, які й поклали край війні. Човникова дипломатія відіграла роль посередника між протиборчими сторонами. Простіше кажучи, це була контактна група, яка відстежувала, передавала і узгоджувала вимоги сторін, що воювали.
Багато засад і передумов Дейтонської угоди насправді вироблено цією посередницькою дипломатією ще за рік до завершальної конференції. Одна з підвалин Дейтонської угоди, яку погодила Контактна група, це поділ Боснії і Герцеговини у співвідношенні 51 до 49 (51 % території — Федерації Боснії і Герцеговини та 49 % — Республіці Сербській).
Конференція тривала з 1 листопада по 21 листопада 1995 року. Основними учасниками були боснійський президент Алія Ізетбегович, президент Сербії Слободан Мілошевич, президент Хорватії Франьо Туджман та головний американський посередник Річард Голбрук і генерал Веслі Кларк. Угоду офіційно підписали в Парижі 14 грудня. Нинішня адміністративна структура Боснії і Герцеговині та склад уряду були одними з наслідків угоди.
Хоч Дейтонська угода фактично закінчила війну, багато речей вона залишила нерозв'язаними. Крім того, остаточна угода, досягнута в Дейтоні, сьогодні вважається одним з найбільш спірних політичних рішень, породжених усією югославською кризою.

## Наслідки
Через двадцять років після закінчення конфлікту в Боснії і Герцеговині, наслідки війни можна помітити в усіх верствах суспільства. Всі наслідки можна приблизно поділити на три великі групи: демографічні, економічні та політичні наслідки.
Демографічні наслідки полягають у змінах, пов'язаних з внутрішнім (переміщення) і зовнішнім (еміграція) переселенням передвоєнного населення Боснії і Герцеговини.
Економічні наслідки це зміни в економічних тенденціях БіГ, породжені воєнними діями та дикою економікою у роки після закінчення конфлікту. Наприкінці 1980-х — на початку 1990-х років Боснія і Герцеговина поряд з Македонією була найбіднішою республікою у складі Югославії з погано розвинутими інфраструктурою та галузями промисловості. Як прямий результат війни 1992—1995 рр. низьке і без того промислове виробництво в країні знизилося на 80 %. Все це призвело до значного зростання безробіття і зниження рівня життя. У перші роки (1996—1998) після підписання Дейтонських мирних угод відзначено високий відсотковий ріст промислового виробництва. Між тим виявилося, що цей високий темп росту промислового виробництва не вдалося зберегти. ВВП Боснії і Герцеговини зараз починає наближатися до ВВП країни в 1991 році.
Політичні наслідки стосуються змін в адміністративній структурі Боснії та Герцеговини, які виникли в результаті Дейтонських мирних угод. Після перемоги національно орієнтованих партій на перших багатопартійних виборах у БіГ побутувала думка, що ці партії поступово покинуть національну риторику і почнуть розрізнятися як і більшість інших європейських партій за узвичаєним поділом на ліві-праві. З приходом війни на землі БіГ цей процес зупинився. Вважалося, що з успіхом Соціал-демократичної партії БіГ цей процес знову зрушив з мертвої точки, але успіхи національних партій показали, що боснійсько-герцеговинське політичне середовище все ще далеке від політичного середовища в решті Європи.